# Halowe Mistrzostwa Europy w Lekkoatletyce 1985 – bieg na 400 m mężczyzn
Bieg na 400 metrów mężczyzn – jedna z konkurencji biegowych rozgrywanych podczas halowych lekkoatletycznych mistrzostw Europy w  hali Stadion Pokoju i Przyjaźni w Pireusie. Eliminacje i półfinały zostały rozegrane 2 marca, a bieg finałowy 3 marca 1985. Zwyciężył reprezentant Wielkiej Brytanii Todd Bennett, który w finale ustanowił nieoficjalny halowy rekord świata wynikiem 45,56 s. Tytułu zdobytego na poprzednich mistrzostwach nie bronił Siergiej Łowaczow ze Związku Radzieckiego.

## Rezultaty

### Eliminacje
Rozegrano 4 biegi eliminacyjne, do których przystąpiło 18 biegaczy. Awans do półfinałów dawało zajęcie jednego z dwóch pierwszych miejsc w swoim biegu (Q). Skład półfinałów uzupełniło dwóch zawodników z najlepszym czasem wśród przegranych (q).
Opracowano na podstawie materiału źródłowego.
Bieg 1
| Miejsce | Zawodnik        | Czas  | Uwagi |
| ------- | --------------- | ----- | ----- |
| 1       | Todd Bennett    | 46,71 | Q     |
| 2       | Andrzej Stępień | 47,08 | Q     |
| 3       | Gusztáv Menczer | 47,20 | q     |
| 4       | Marcel Arnold   | 47,41 |       |
| 5       | Andreas Rapek   | 48,05 |       |

Bieg 2
| Miejsce | Zawodnik       | Czas  | Uwagi |
| ------- | -------------- | ----- | ----- |
| 1       | Ángel Heras    | 46,83 | Q     |
| 2       | Roberto Ribaud | 47,30 | Q     |
| 3       | Kriss Akabusi  | 47,58 |       |
| 4       | Jari Niemelä   | 47,91 |       |
| 5       | Ján Tomko      | 48,06 |       |

Bieg 3
| Miejsce | Zawodnik      | Czas  | Uwagi |
| ------- | ------------- | ----- | ----- |
| 1       | Klaus Just    | 47,16 | Q     |
| 2       | Roberto Tozzi | 47,26 | Q     |
| 3       | Roger Black   | 47,36 | q     |
| 4       | István Szabó  | 47,66 |       |

Bieg 4
| Miejsce | Zawodnik            | Czas  | Uwagi |
| ------- | ------------------- | ----- | ----- |
| 1       | Uwe Wegner          | 47,37 | Q     |
| 2       | José Alonso         | 47,39 | Q     |
| 3       | Arjen Visserman     | 47,48 |       |
| 4       | Atanasios Kalojanis | 47,76 |       |

### Półfinały
Rozegrano 2 biegi półfinałowe, w których wystartowało 10 biegaczy. Awans do finału dawało zajęcie jednego z dwóch pierwszych miejsc w swoim biegu (Q). Skład finału uzupełnił zawodnik z najlepszym czasem wśród przegranych (q).
Opracowano na podstawie materiału źródłowego.
Bieg 1
| Miejsce | Zawodnik        | Czas  | Uwagi |
| ------- | --------------- | ----- | ----- |
| 1       | Todd Bennett    | 46,45 | Q     |
| 2       | Klaus Just      | 46,53 | Q     |
| 3       | José Alonso     | 46,98 | q     |
| 4       | Roberto Ribaud  | 47,18 |       |
| –       | Gusztáv Menczer | DNF   |       |

Bieg 2
| Miejsce | Zawodnik        | Czas  | Uwagi |
| ------- | --------------- | ----- | ----- |
| 1       | Ángel Heras     | 46,70 | Q     |
| 2       | Roberto Tozzi   | 46,97 | Q     |
| 3       | Andrzej Stępień | 47,23 |       |
| 4       | Roger Black     | 49,67 |       |
| –       | Uwe Wegner      | DNF   |       |

### Finał
Opracowano na podstawie materiału źródłowego.
| Miejsce | Zawodnik      | Czas  | Uwagi |
| ------- | ------------- | ----- | ----- |
| 1       | Todd Bennett  | 45,56 | WR    |
| 2       | Klaus Just    | 45,90 |       |
| 3       | José Alonso   | 46,52 |       |
| 4       | Roberto Tozzi | 46,66 |       |
| 5       | Ángel Heras   | 46,68 |       |